# Pofozó pénzmosók
A Pofozó pénzmosók (eredeti cím: Made) 2001-ben bemutatott amerikai bűnügyi filmvígjáték, melynek rendezője, forgatókönyvírója és egyik producere Jon Favreau. A főbb szerepekben Favreau, Vince Vaughn, Peter Falk és Sean Combs látható. Ez volt Favreau rendezői debütálása, valamint a rapper Combs első filmszereplése is.
Az Amerikai Egyesült Államokban 2001. július 13-án mutatták be. Anyagi szempontból nem lett sikeres, de összességében kedvező kritikákat kapott.

## Cselekmény
Bobby Los Angelesben élő, olasz származású, nem túl sikeres amatőr bokszoló, emellett egy maffiafőnök ismerősének, Maxnek az építkezésein dolgozik. Nehezen tudja anyagilag támogatni sztriptíztáncosnő barátnőjét, Jessicát és annak kislányát, Chloét. Miután Jessica egyik fellépésén féltékenységből kiüti egy vendég fogait, kénytelen elvállalni egy törvénytelen megbízatást Maxtől. Bár főnöke ettől óva inti, Bobby ragaszkodik ahhoz, hogy magával vigye kétbalkezes barátját, Rickyt.
A páros New Yorkba utazik, ahol nyélbe kell ütniük egy pénzmosással kapcsolatos bizniszt Max Ruiz nevű partnerével. Találkoznak a sofőrjükkel, Jimmyvel és egy Horrace nevű gengszterrel, aki Maxszel és Ruizzal is üzleti kapcsolatban áll. Ricky és Bobby folyamatosan civakodnak egymással, Ricky megpróbál nagy lábon élni és szórni a pénzt, míg az óvatos Bobby pontosan szeretné követni Max utasításait. Ruiz mélyen lenézi a két olaszt, mégis megbízza őket, szórakoztassák egyik üzleti partnerét, egy Welszi névre hallgató bűnözőt. Bár több baklövést is elkövetnek, Bobbyéknak végül sikerül összehozniuk egy üzletet Ruiz és a Westies nevű New York-i ír-amerikai bűnbanda között (akik a Welszivel állnak kapcsolatban).
Ricky gyanakodni kezd Ruizra és ragaszkodik ahhoz, hogy vigyenek fegyvert a Westies-zel tervezett találkozóra, de Bobby ezt visszautasítja. A találkozó napján Ricky eltűnik, de Jimmy mindenképpen szeretné, ha Bobby ettől függetlenül elintézné az összejövetelt. Bobby találkozik a Welszivel és a Westies tagjaival, akik Bobbyt és a Welszit is átverve el akarják lopni a pénzüket. Ricky megjelenik egy fegyverrel, de az nem igazi, ezért verekedés tör ki. Jimmy megjelenik egy valódi lőfegyverrel és hazaküldi Bobbyékat Los Angelesbe.
Hazatérve Bobby megszakít minden üzleti kapcsolatot Maxszel. Otthonában meglátja Jessicát az ágyukban kokainozni az egyik kliensével. Meg akarja győzni a nőt, szedje össze magát a kislányára való tekintettel. Jessica erre nem hajlandó és Bobbyra bízza Chloét, majd távozik. Fél évvel később Bobby és Ricky együtt ünnepli Chloe születésnapját egy étteremben. A két barát továbbra is folyamatosan civakodik egymással.

## Szereplők
| Színész               | Szerep                     | Magyar hang     |
| --------------------- | -------------------------- | --------------- |
| Jon Favreau           | Bobby Ricigliano           | Stohl András    |
| Vince Vaughn          | Ricky Slade                | Lux Ádám        |
| Peter Falk            | Max Reuben                 | Makay Sándor    |
| Famke Janssen         | Jessica                    | Csampisz Ildikó |
| Sean Combs            | Ruiz                       | Maróti Attila   |
| Faizon Love           | Horrace                    | Faragó András   |
| Vincent Pastore       | Jimmy                      |                 |
| David O'Hara          | A Welszi                   |                 |
| Makenzie Vega         | Chloe                      |                 |
| Leonardo Cimino       | Leo                        |                 |
| Jenteal               | Wendy (Reanna Rossi néven) |                 |
| Federico Castelluccio | ajtónálló                  |                 |
| Jamie Harris          | Rogue                      |                 |

Cameoszerepek
- Sam Rockwell – szállodai alkalmazott
- Bud Cort – lakberendező
- Drea de Matteo – lány a klubban
- Dustin Diamond – önmaga
- Jennifer Esposito – lány a klubban
- Grandmaster Flash – Spa DJ
- Jill Nicolini – statiszta

## A film készítése
A Bárbarátok (1996) után volt a második film, melyet Jon Favreau írt, a főszerepben pedig Favreau és Vince Vaughn volt látható.
Az éjszakai szórakozóhely előtt zajló jelenetben cameoszerepben feltűnik Dustin Diamond, akire Vaughn karaktere, Ricky „Screech” néven utal. A jelenet célzás a Saved by the Bell című szituációs komédiára, melyben Diamond egy ilyen nevű szereplőt alakított.

## Fogadtatás

### Bevételi adatok
Az Amerikai Egyesült Államokban korlátozott számú moziban bemutatott film Észak-Amerikában 5,3 millió dollárt, a többi országban 167 ezer dollárt termelt. Összbevétele így kb. 5,5 millió dollár lett.

### Kritikai visszhang
A Rotten Tomatoes weboldalon 106 kritika alapján 71%-os értékelést kapott. A szöveges összefoglaló szerint „Nem olyan jó, mint a Bárbarátok, de mégis elég szellemes és bolondos ahhoz, hogy párszor megnevettessen”.

## Fordítás
- Ez a szócikk részben vagy egészben  a   Made (2001 film) című angol Wikipédia-szócikk fordításán alapul.  Az eredeti cikk szerkesztőit annak laptörténete sorolja fel. Ez a jelzés csupán a megfogalmazás eredetét és a szerzői jogokat jelzi, nem szolgál a cikkben szereplő információk forrásmegjelöléseként.